# Château de Passay
Le château de Passay est situé sur la commune de Sillé-le-Philippe, dans le département de la Sarthe. Le monument fait l’objet d’une inscription au titre des monuments historiques depuis le 12 juillet 1993.